# Estação Ferroviária de Vilarinho

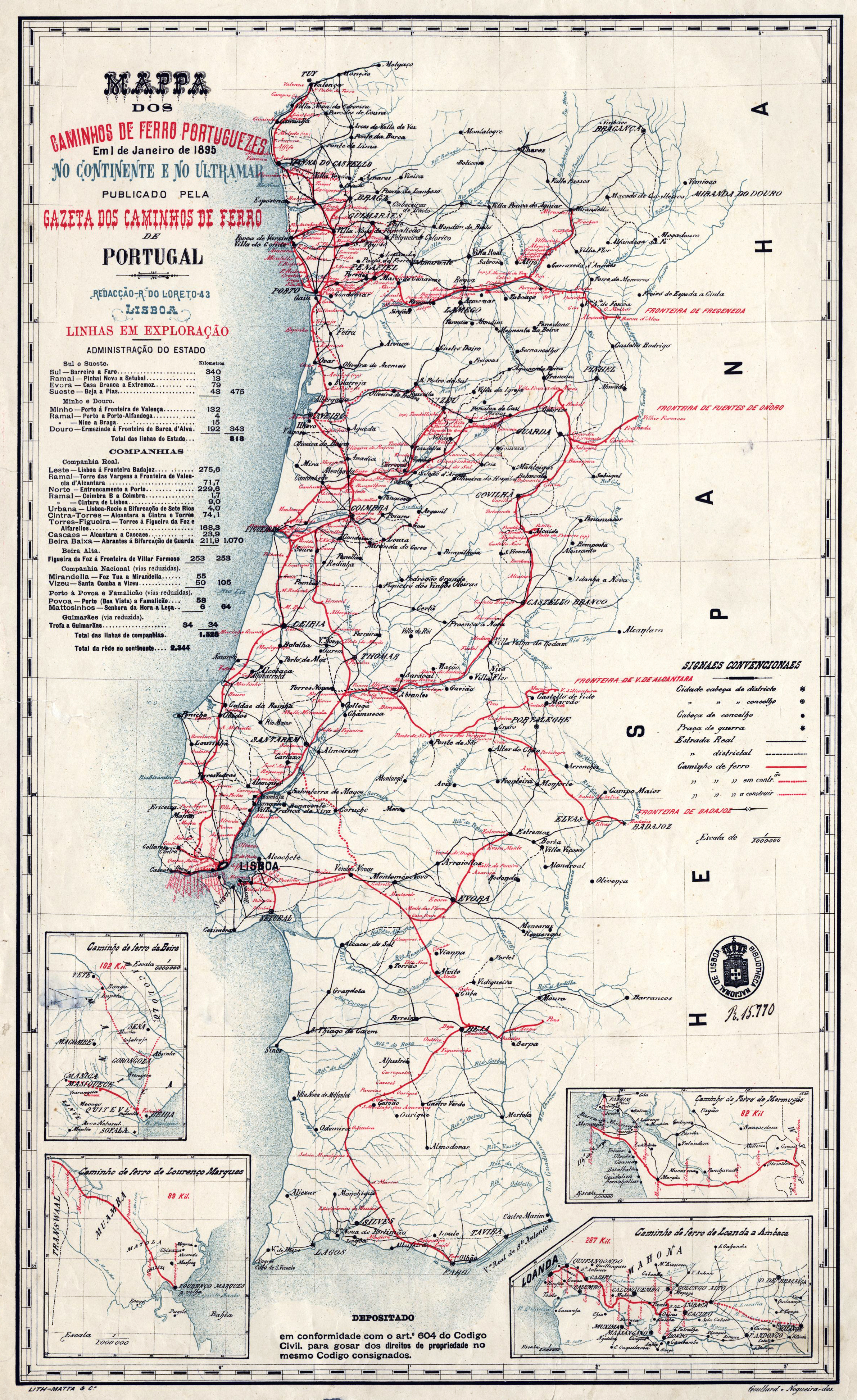
Mapa dos caminhos de ferro em Portugal em 1895. Esta gare surge com o nome de Villarinho.

A Estação Ferroviária de Vilarinho (nome anteriormente grafado como "Villarinho") é uma gare encerrada da Linha do Tua, que servia a localidade de Vilarinho das Azenhas, no concelho de Vila Flor, em Portugal.

## História
Esta interface encontra-se no troço da Linha do Tua entre Tua e Mirandela, que abriu à exploração em 29 de Setembro de 1887. Teve, até pelo menos 1988, a categoria de estação. O edifício de passageiros situava-se do lado sudeste da via (lado direito do sentido ascendente, a Bragança).

Em 2008, foi encerrada a circulação ferroviária no troço entre Tua e Cachão, após um acidente. A operadora Comboios de Portugal organizou um serviço de táxis para substituição dos comboios, que servia a localidade de Vilarinho.
| Urban head station |

| Urban station on track |

| Urban stop on track |

| Urban stop on track |

| Urban stop on track |

| Urban station on track |

| Urban end station, unused through track |

| Unknown route-map component "uexHST" |

| Unknown route-map component "uexHST" |

| Unknown route-map component "exSTR_steel" + Unknown route-map component "uexKBHFe" |

| Unknown route-map component "exBHF_steel" |

| Unknown route-map component "exHST_steel" |

| Unknown route-map component "exBHF_steel" |

| Unknown route-map component "exHST_steel" |

| Unknown route-map component "exBHF_steel" |

| Unknown route-map component "exHST_steel" |

| Unknown route-map component "exHST_steel" |

| Unknown route-map component "exBHF_steel" |

| Unknown route-map component "exHST_steel" |

| Unknown route-map component "exHST_steel" |

| Unknown route-map component "exKBHFe_steel" |

| Unknown route-map component "ex-STRq_steel" |

| Legenda:       |
| 2001-2008 (MM) |

| Unknown route-map component "uxvSTRq" |

| 2001-2018 (MM) |
| 1995-2018 (MM) |

| Urban head station |

| Urban station on track |

| Urban stop on track |

| Urban stop on track |

| Urban stop on track |

| Urban station on track |

| Urban end station, unused through track |

| Unknown route-map component "uexHST" |

| Unknown route-map component "uexHST" |

| Unknown route-map component "exSTR_steel" + Unknown route-map component "uexKBHFe" |

| Unknown route-map component "exBHF_steel" |

| Unknown route-map component "exHST_steel" |

| Unknown route-map component "exBHF_steel" |

| Unknown route-map component "exHST_steel" |

| Unknown route-map component "exBHF_steel" |

| Unknown route-map component "exHST_steel" |

| Unknown route-map component "exHST_steel" |

| Unknown route-map component "exBHF_steel" |

| Unknown route-map component "exHST_steel" |

| Unknown route-map component "exHST_steel" |

| Unknown route-map component "exKBHFe_steel" |

| Unknown route-map component "ex-STRq_steel" |

| Legenda:       |
| 2001-2008 (MM) |

| Unknown route-map component "uxvSTRq" |

| 2001-2018 (MM) |
| 1995-2018 (MM) |

| Urban head station |

| Urban station on track |

| Urban stop on track |

| Urban stop on track |

| Urban stop on track |

| Urban station on track |

| Urban end station, unused through track |

| Unknown route-map component "uexHST" |

| Unknown route-map component "uexHST" |

| Unknown route-map component "exSTR_steel" + Unknown route-map component "uexKBHFe" |

| Unknown route-map component "exBHF_steel" |

| Unknown route-map component "exHST_steel" |

| Unknown route-map component "exBHF_steel" |

| Unknown route-map component "exHST_steel" |

| Unknown route-map component "exBHF_steel" |

| Unknown route-map component "exHST_steel" |

| Unknown route-map component "exHST_steel" |

| Unknown route-map component "exBHF_steel" |

| Unknown route-map component "exHST_steel" |

| Unknown route-map component "exHST_steel" |

| Unknown route-map component "exKBHFe_steel" |

| Unknown route-map component "ex-STRq_steel" |

| Legenda:       |
| 2001-2008 (MM) |

| Unknown route-map component "uxvSTRq" |

| 2001-2018 (MM) |
| 1995-2018 (MM) |

| Urban head station |

| Urban station on track |

| Urban stop on track |

| Urban stop on track |

| Urban stop on track |

| Urban station on track |

| Urban end station, unused through track |

| Unknown route-map component "uexHST" |

| Unknown route-map component "uexHST" |

| Unknown route-map component "exSTR_steel" + Unknown route-map component "uexKBHFe" |

| Unknown route-map component "exBHF_steel" |

| Unknown route-map component "exHST_steel" |

| Unknown route-map component "exBHF_steel" |

| Unknown route-map component "exHST_steel" |

| Unknown route-map component "exBHF_steel" |

| Unknown route-map component "exHST_steel" |

| Unknown route-map component "exHST_steel" |

| Unknown route-map component "exBHF_steel" |

| Unknown route-map component "exHST_steel" |

| Unknown route-map component "exHST_steel" |

| Unknown route-map component "exKBHFe_steel" |

| Unknown route-map component "ex-STRq_steel" |

| Legenda:       |
| 2001-2008 (MM) |

| Unknown route-map component "uxvSTRq" |

| 2001-2018 (MM) |
| 1995-2018 (MM) |